# Grande Prêmio do Cinema Brasileiro 2022
A 21.ª cerimônia (português brasileiro) ou cerimónia (português europeu) de entrega do Grande Otelo foi apresentada pela Academia Brasileira de Cinema e Artes Audiovisuais (ABCAA), com o patrocínio da TV Globo e da Sabesp, através da Lei Federal de Incentivo à Cultura do Ministério da Cultura, homenageando os filmes que se desatacaram no ano de 2021. A cerimônia ocorreu na Cidade das Artes, no Rio de Janeiro, em 10 de agosto de 2022. As nomeações foram anunciadas em 14 de junho de 2022.

## Resumo
| Filme                   | Indicações | Vitórias |
| ----------------------- | ---------- | -------- |
| Marighella              | 17         | 7        |
| O Silêncio da Chuva     | 11         | 1        |
| Veneza                  | 9          | 2        |
| 7 Prisioneiros          | 9          | 1        |
| Deserto Particular      | 8          | 1        |
| Turma da Mônica: Lições | 7          | 1        |
| A Última Floresta       | 4          | 2        |
| Alvorada                | 4          | 0        |
| Acqua Movie             | 4          | 0        |
| Depois a Louca Sou Eu   | 3          | 1        |
| Piedade                 | 3          | 1        |
| Doutor Gama             | 3          | 1        |
| Homem Onça              | 3          | 0        |
| Um Tio Quase Perfeito 2 | 2          | 0        |

## Vencedores e indicados
Os indicados foram anunciados em 14 de junho de 2022 através do site oficial da Academia e suas respectivas redes sociais. Marighella, dirigido por Wagner Moura, liderou o ranking de indicações com 17 ao total. Na sequência, O Silêncio da Chuva, dirigido por Daniel Filho, assume a vice liderança de indicações com 11 nomeações.

### Prêmios
Os vencedores estão listados em primeiro e destacados em negrito.
| Melhor Longa-Metragem de Ficção | Melhor Direção |
| --- | --- |

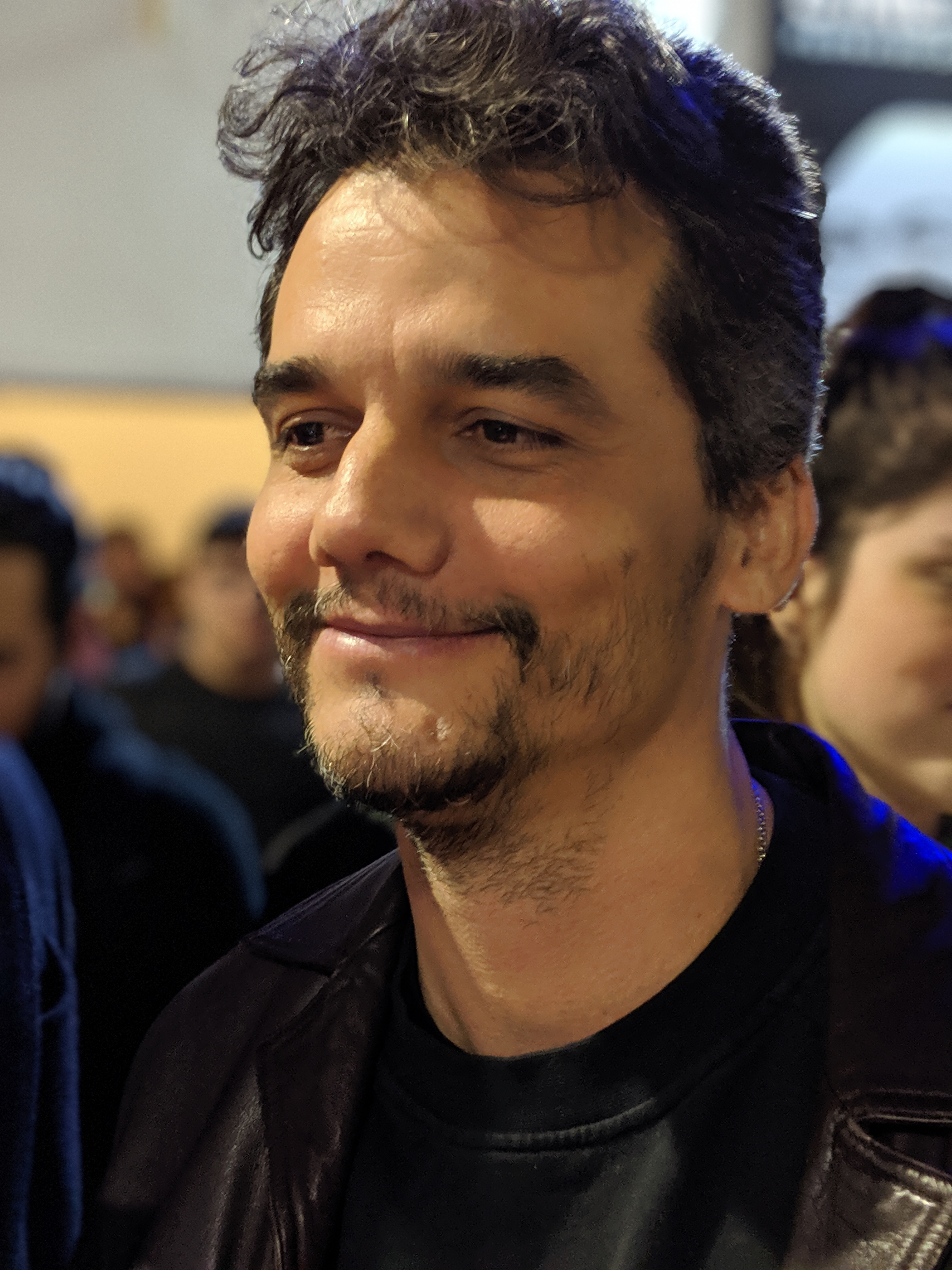
Wagner Moura, Co-Melhor Longa-Metragem de Ficção, Co-Melhor Roteiro Adaptado e Melhor Primeira Direção

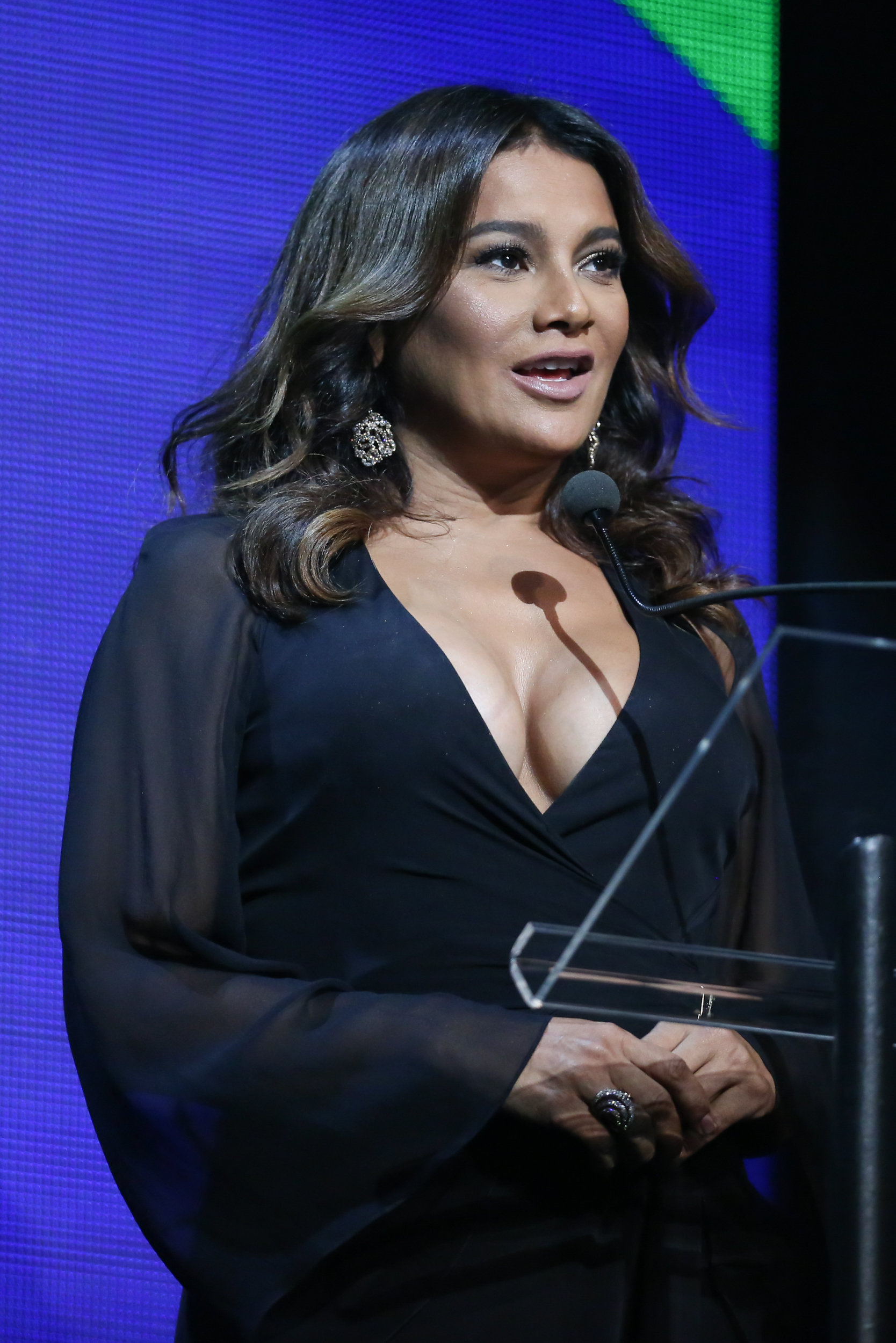
Dira Paes, Melhor Atriz

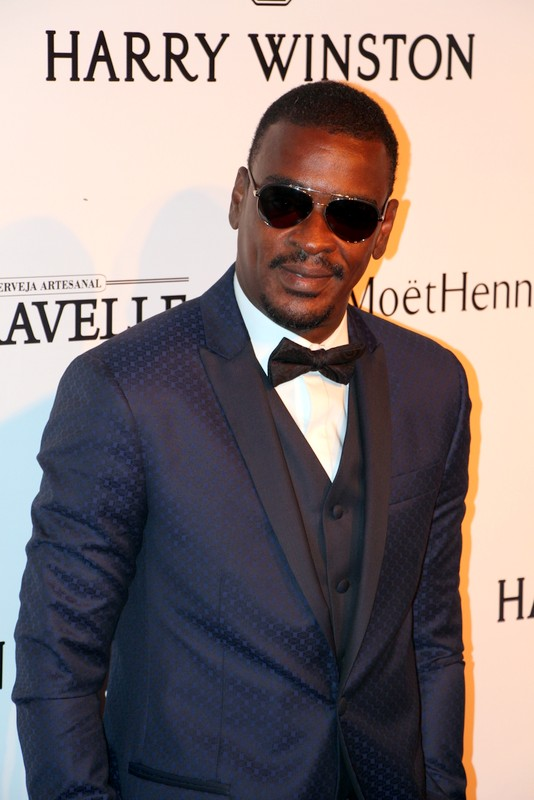
Seu Jorge, Melhor Ator

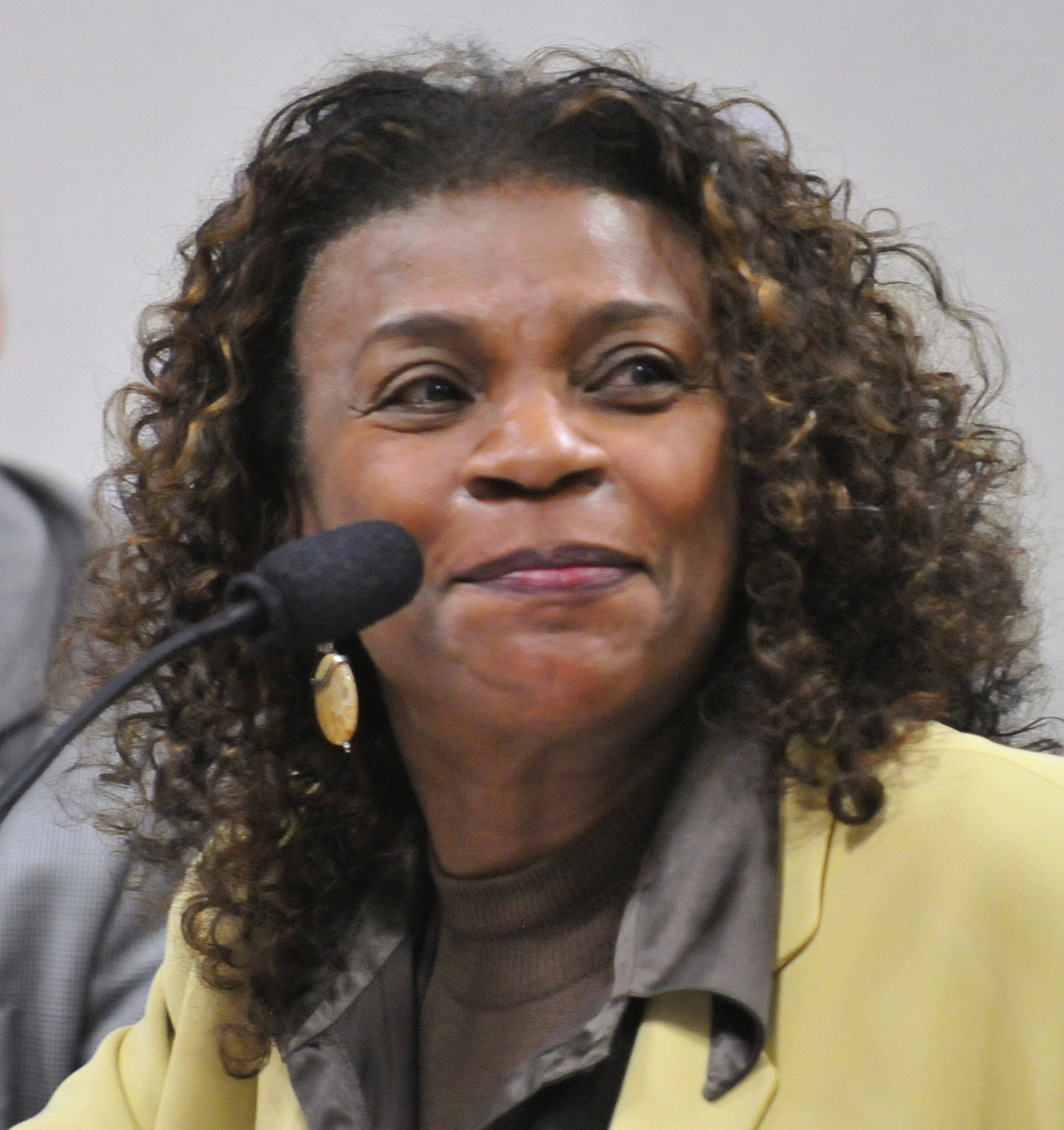
Zezé Motta, Melhor Atriz Coadjuvante

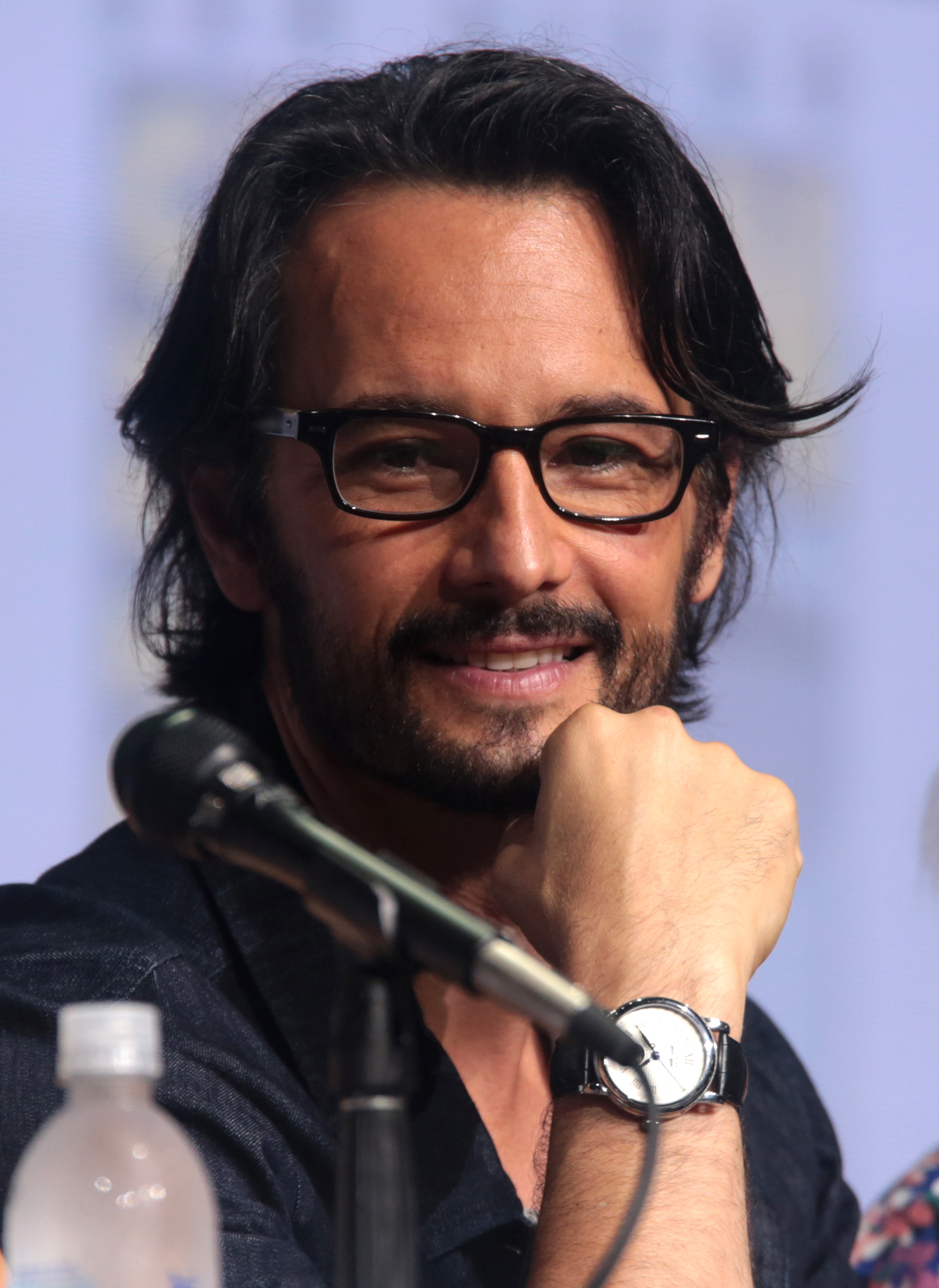
Rodrigo Santoro, Melhor Ator Coadjuvante

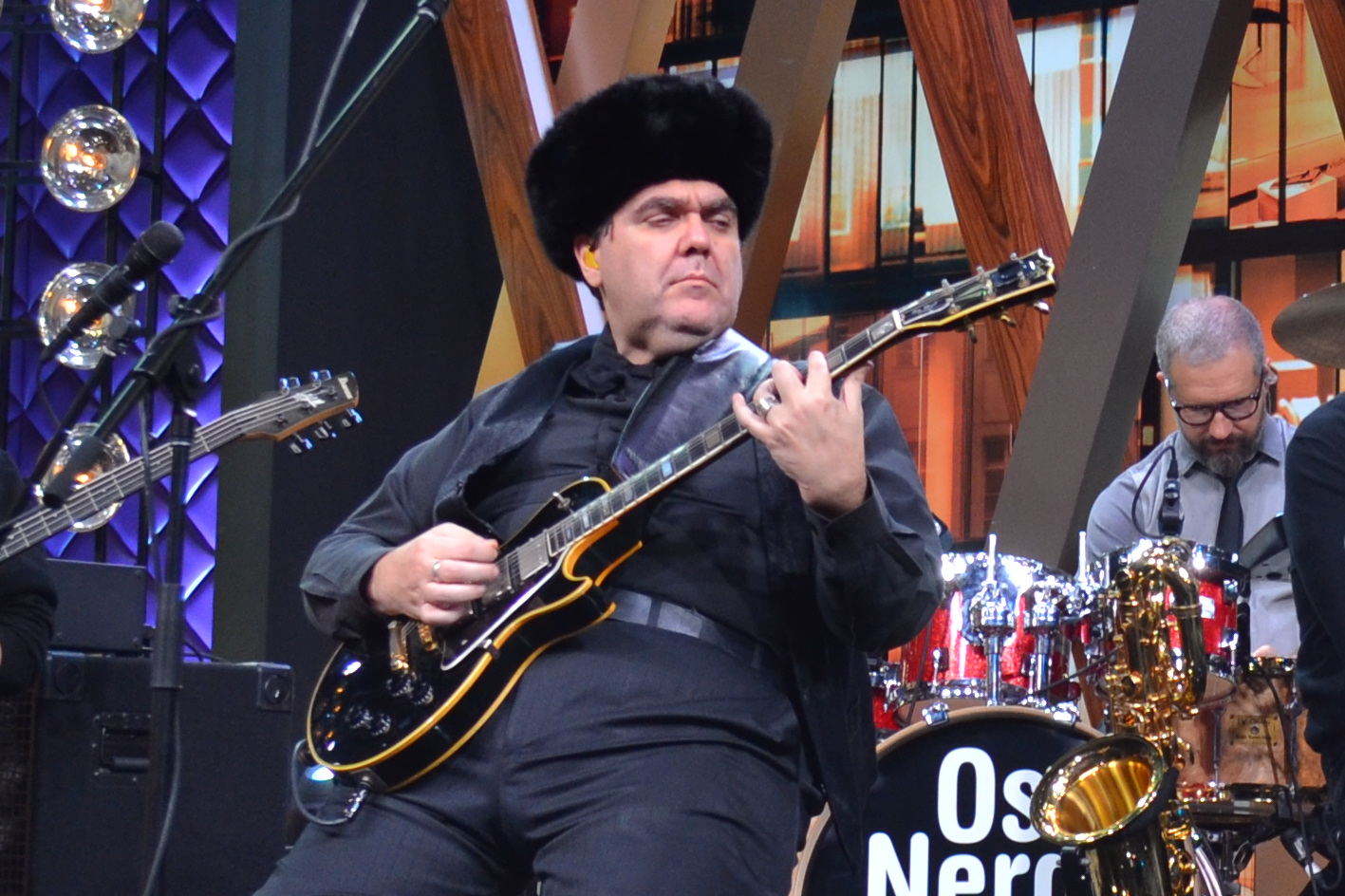
André Abujamra, Co-Melhor Trilha Sonora

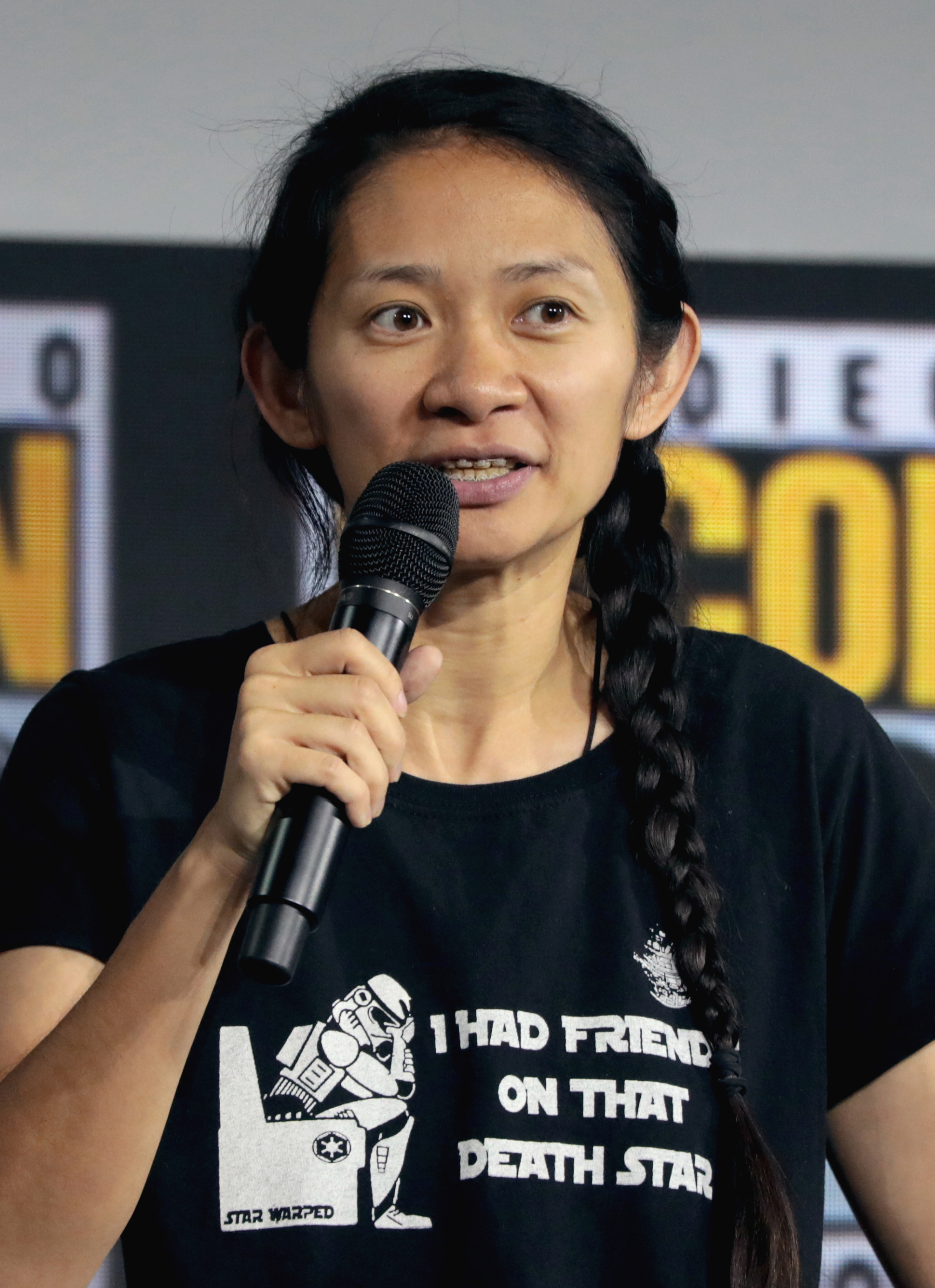
Chloé Zhao, Melhor Longa-Metragem Internacional

Bárbara Paz, Melhor Curta-Metragem – Ficção

| - Marighella – Bel Berlinck, Andrea Barata Ribeiro e Wagner Moura, produtores - 7 Prisioneiros – Ramin Bahrani e Fernando Meirelles, produtores - Depois a Louca Sou Eu – Mariza Leão produtora - Deserto Particular – Gonçalo Galvão Teles, Luís Glavão Teles, Antônio Gonçalves Júnior e Aly Muritiba, produtores - Homem Onça – Gisela Camara, produtora | - Daniel Filho – O Silêncio da Chuva - Alexandre Moratto – 7 Prisioneiros - Aly Muritiba – Deserto Particular - Anna Muylaert e Lô Politi – Alvorada - Daniel Rezende – Turma da Mônica: Lições - Luiz Bolognesi – A Última Floresta |
| Melhor Atriz | Melhor Ator |
| - Dira Paes – Veneza como Rita - Adriana Esteves – Marighella como Clara Charf - Andréia Horta – O Jardim Secreto de Mariana como Mariana - Débora Falabella – Depois a Louca Sou Eu como Dani - Marieta Severo – Noites de Alface como Ada | - Seu Jorge – Marighella como Carlos Marighella - Antonio Saboia – Deserto Particular como Daniel Moreira - Bruno Gagliasso – Marighella como Lúcio - Chico Díaz – Homem Onça como Pedro - Irandhir Santos – Piedade como Omar |
| Melhor Atriz Coadjuvante | Melhor Ator Coadjuvante |
| - Zezé Motta – Doutor Gama como Francisca - Bárbara Paz – Por que Você Não Chora? como Bárbara - Bella Camero – Marighella como Bella - Carol Castro – Veneza como Madalena - Cláudia Abreu – O Silêncio da Chuva como Bia Torres Vasconcelos Carvalho | - Rodrigo Santoro – 7 Prisioneiros como Luca - André Abujamra – 7 Prisioneiros como Nando - Augusto Madeira – Acqua Movie como Múcio - Danton Mello – Um Tio Quase Perfeito 2 como Beto - Emílio de Mello – Homem Onça como Dantas - Humberto Carrão – Marighella como Humberto - Luiz Carlos Vasconcelos – Marighella como Branco |
| Melhor Roteiro Original | Melhor Roteiro Adaptado |
| - Henrique dos Santos e Aly Muritiba – Deserto Particular - Anna Muylaert e Lô Politi – Alvorada - Davi Kopenawa Yanomami e Luiz Bolognesi – A Última Floresta - Hilton Lacerda, Anna Carolina Francisco e Dillner Gomes – Piedade - Thayná Mantesso e Alexandre Moratto – 7 Prisioneiros                                                                   | - Felipe Braga e Wagner Moura – Marighella adaptado da obra Marighella: O Guerrilheiro que Incendiou o Mundo, de Mário Magalhães - Lúcia Murat e Tatiana Salem Levy – Ana. Sem Título, livremente inspirado na peça teatral Há mais futuro que passado, de Clarisse Zarvos e Daniele Avila Small - Lusa Silvestre – O Silêncio da Chuva, inspirado no livro O Silêncio da Chuva, de Luiz Alfredo Garcia-Roza - Mariana Zatz e Thiago Dottori – Turma da Mônica: Lições, inspirado na Graphic Novel Lições de Vitor Cafaggi e Lu Cafaggi - Miguel Falabella – Veneza, adaptado peça teatral Venecia, de Jorge Accame |
| Melhor Longa-Metragem – Comédia | Melhor Longa-Metragem – Documentário |
| - Depois a Louca Sou Eu – Júlia Rezende - A Sogra Perfeita – Cris D’Amato - O Auto da Boa Mentira – José Eduardo Belmonte - Quem Vai Ficar com Mário? – Hsu Chien Hsin - Um Casal Inseparável – Sergio Goldenberg | - A Última Floresta – Luiz Bolognesi - 8 Presidentes 1 Juramento: A História de um Tempo Presente – Carla Camuratti - Alvorada – Anna Muylaert e Lô Politi - Chacrinha, Eu Vim Para Confundir e Não Para Explicar – Micael Langer e Cláudio Manoel - Cine Marrocos – Ricardo Calil |
| Melhor Longa-Metragem – Animação | Melhor Longa-Metragem – Infantil |
| - Bob Cuspe: Nós Não Gostamos de Gente – Cesar Cabral | - Turma da Mônica: Lições – Daniel Rezende - Um Tio Quase Perfeito 2 – Pedro Antonio Paes Pedro Antonio Paes |
| Melhor Direção de Fotografia | Melhor Direção de Arte |
| - Adrian Teijido, ABC – Marighella - Azul Serra – Turma da Mônica: Lições - Cristiano Conceição – Doutor Gama - Felipe Reinheimer, ABC – O Silêncio da Chuva - Gustavo Hadba, ABC – Acqua Movie - Gustavo Hadba, ABC – Veneza - Luis Armando Arteaga – Deserto Particular                                                                                   | - Frederico Pinto, ABC – Marighella - Claudio Amaral Peixoto – 4×100 – Correndo por um Sonho - Fabíola Bonofiglio e Marcos Pedroso – Deserto Particular - Mário Monteiro – O Silêncio da Chuva - Tulé Peake – Veneza - William Valduga – 7 Prisioneiros |
| Melhor Figurino | Melhor Maquiagem |
| - Verônica Julian – Marighella - Aline Canella – 7 Prisioneiros - Bia Salgado – Veneza - Kika Lopes – O Silêncio da Chuva - Rô Nascimento – Doutor Gama | - Martín Macías Trujillo – Veneza - Adriano Manques – O Silêncio da Chuva - Britney Federline – Deserto Particular - Gabi Britziki – Turma da Mônica: Lições - Martín Macías Trujillo – Marighella |
| Melhor Trilha Sonora | Melhor Som |
| - André Abujamra e Márcio Nigro – Bob Cuspe – Nós Não Gostamos de Gente - Antonio Pinto – Acqua Movie - Antonio Pinto – Marighella - Berna Ceppas – O Silêncio da Chuva - Cristovão Bastos – Pixinguinha, um Homem Carinhoso - Felipe Ayres – Deserto Particular                                                                                            | - George Saldanha, Alessandro Laroca, Eduardo Virmond e Renan Deodado – Marighella - Jorge Rezende, Miriam Biderman, Ricardo Reis e Toco Cerqueira – Turma da Mônica: Lições - Lia Camargo e Tom Myers – 7 Prisioneiros - Marcel Costa, Simone Petrillo e Paulo Gama – O Silêncio da Chuva - Valéria Ferro, Tiago Bittencout, Daniel Turini, Fernando Henna e Sérgio Abdalla – Acqua Movie |
| Melhor Montagem – Ficção | Melhor Montagem – Documentário |
| - Karen Harley, EDT – Piedade - Diana Vasconcellos – O Silêncio da Chuva - Diana Vasconcellos – Veneza - Germano de Oliveira – 7 Prisioneiros - Lucas Gonzaga – Marighella | - Ricardo Farias – A Última Floresta - Eva Randolph e Yan Motta – Boa Noite - Idê Lacreta – Zimba - Joana Ventura – 8 Presidentes 1 Juramento: A História de um Tempo Presente - Jordana Berg – Cine Marrocos - Vania Debs – Alvorada |
| Melhor Longa-Metragem Internacional | Melhor Longa-Metragem Ibero-Americano |
| - Nomadland () – Chloé Zhao - Druk – Mais Uma Rodada () – Thomas Vinterberg - Duna () – Denis Villeneuve - Meu Pai () – Florian Zeller - Quando a Revolução Não Pôde Ser Televisionada () – Questlove Thompson | - Ema () – Pablo Larraín - A Noite do Fogo () – Tatiana Huezo - Aranha (/) – Andrés Wood - Coração Errante (/) – Leonardo Brzezicki - Um Crime em Comum () – Francisco Márquez |
| Melhor Efeito Visual | Melhor Curta-Metragem – Ficção |
| - Pedro de Lima Marques – Contos do Amanhã - Eduardo Schaal, Guilherme Ramalho e Hugo Gurgel – Bob Cuspe – Nós Não Gostamos de Gente - Hugo Bonadias – O Silêncio da Chuva - Luiz Adriano – Veneza - Marco Prado – Turma da Mônica: Lições - Saulo Silva – Marighella                                                                                       | - Ato – Bárbara Paz - A Máquina Infernal – Francis Vogner dos Reis - Céu de Agosto – Jasmin Tenucci - Chão de Fábrica – Nina Kopko - Uma Paciência Selvagem Me Trouxe Até Aqui – Érica Sarmet |
| Melhor Curta-Metragem – Documentário | Melhor Curta-Metragem – Animação |
| - Yaõkwa, Imagem e Memória – Rita Carelli e Vincent Carelli - A Fome de Lázaro – Diego Benevides - Fogo Baixo Alto Astral – Helena Ignez - Foi Um Tempo de Poesia – Petrus Cariry - Mãe Solo – Camila de Moraes | - Mitos Indígenas em Travessia – Julia Vellutini e Wesley Rodrigues - Aurora – A Rua Que Queria Ser Um Rio – Radhi Meron - Batchan – Ester Harumi Kawai - Cenas da Infância – Kimberly Palermo - Solitude – Tami Martins |
| Melhor Série – Animação (TV Paga / OTT) | Melhor Série – Documentário (TV Paga / OTT) |
| - Angeli The Killer – 2ª Temporada – Canal Brasil - Aventuras de Amí – 1ª Temporada – Globoplay - Os Under-Undergrounds – 2ª Temporada – Nickelodeon - Planeta Palavra – 1ª Temporada – Discovery+ | - Transamazônica – Uma Estrada para o Passado – 1ª Temporada – HBO - Abre Alas – 1ª Temporada – Youtube Originals - Sociedade do Cansaço – 1ª Temporada – GNT - Som da Rua – 3ª Temporada – Canal Curta - Tu Casa es Mi Casa – 1ª Temporada – HBO |
| Melhor Série de Ficção – TV Paga / OTT | Melhor Série de Ficção – TV Aberta |
| - Dom – 1ª Temporada – Amazon Prime Video - Chão de Estrelas – 1ª Temporada – Canal Brasil - Colônia – 1ª Temporada – Canal Brasil - Detetives do Prédio Azul – 15ª Temporada – Gloob/Globoplay - Manhãs de Setembro – 1ª Temporada – Amazon Prime Video - Sintonia – 2ª Temporada – Netflix                                                                | - Sob Pressão – 4ª Temporada – TV Globo - Exterminadores do Além – 1ª Temporada – SBT - Laboratório Aloprado Tá On – 1ª Temporada – TVE RS |
| Melhor Primeira Direção | |
| - Wagner Moura – Marighella - Camila Freitas – Chão - Cesar Cabral – Bob Cuspe: Nós Não Gostamos de Gente - Déo Cardoso – Cabeça De Nêgo - Iuli Gerbase – A Nuvem Rosa - Madiano Marcheti – Madalena | |